# While You Were Out
While You Were Out is het derde studioalbum van de Amerikaanse rockband Soul Asylum. Het werd uitgebracht in 1986 en was het laatste album van Soul Asylum dat op Twin/Tone Records uitkwam.

## Nummers
1. "Freaks" - 3:26
2. "Carry On" - 2:22
3. "No Man's Land" - 2:56
4. "Crashing Down" - 2:16
5. "The Judge" - 3:09
6. "Sun Don't Shine" - 2:45
7. "Closer to the Stars" - 2:51
8. "Never Too Soon" - 2:59
9. "Miracle Mile" - 2:17
10. "Lap of Luxury" - 1:53
11. "Passing Sad Daydream" - 6:13